# Lanciana hesperpotana
Lanciana hesperpotana är en insektsart som beskrevs av Rentz, D.C.F. 1985. Lanciana hesperpotana ingår i släktet Lanciana och familjen vårtbitare. Inga underarter finns listade i Catalogue of Life.